# ジョン・ヘンリー・フォーリー
ジョン・ヘンリー・フォーリー（John Henry Foley RA、 1818年5月24日 – 1874年8月27日）は、アイルランド、ダブリン生まれの彫刻家である。19世紀のイギリスを代表する彫刻家の一人になった。

## 略歴
ダブリンのガラス吹き職人の息子に生まれた。母方の祖父のベンジャミン・シュローダー(Benjamin Schrowder)は彫刻家であった 。1831年から王立ダブリン協会(Royal Dublin Society)で絵画と彫塑を学び、アカデミーの展覧会で最初の賞を得た。1835年にロンドンに移り、ロイヤル・アカデミー・オブ・アーツの美術学校に入学し、奨学資金も得た。彫刻家のウィリアム・ベーネス(William Behnes: 1795–1864)の助手を務め 、1839年からアカデミーの展覧会に出展を始め、エルスハイマー卿(Lord Ellesmere)の注文で制作した『Ino and Bacchu評判になり、1844年のアカデミーの展覧会に出展した『Youth at a Stream』も評価され、その年、ウェストミンスター宮殿に飾られる、17世紀の軍人ジョン・ハンプデンと政治家ジョン・セルデンの彫像の注文を2件受け、その後の生涯でも多くの注文を受けることになった。
1849年にはロイヤル・アカデミー・オブ・アーツの準会員に選ばれ、1858年には正会員に選ばれた。
有名な作品にはロンドン、ケンジントン・ガーデンズのヴィクトリア女王の夫のアルバートを追悼するために制作されたアルバート記念碑のアルバート像などがある。インド総督を務めた初代ハーディング子爵の騎馬像は1857年に完成し、アカデミーで展示された後、1859年にインドのコルカタに設置された。1960年代になって、コルカタの当局がイギリス統治時代の記念碑の撤去を始め、イギリスに返還されヘレン・ハーディング男爵夫人が購入した。

## 作品

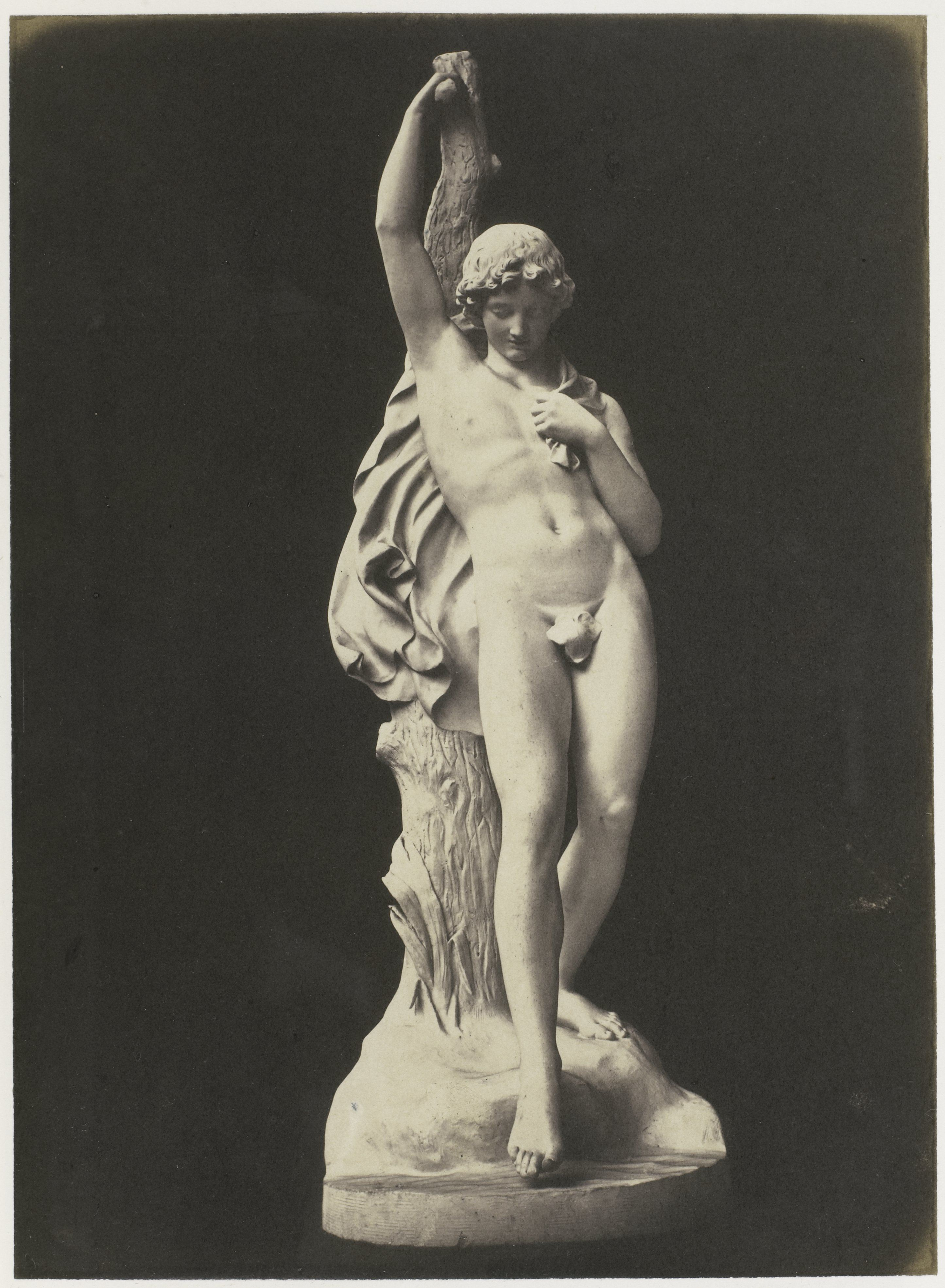
アムステルダム国立美術館の『Youth at a Stream』(複製?、1851)
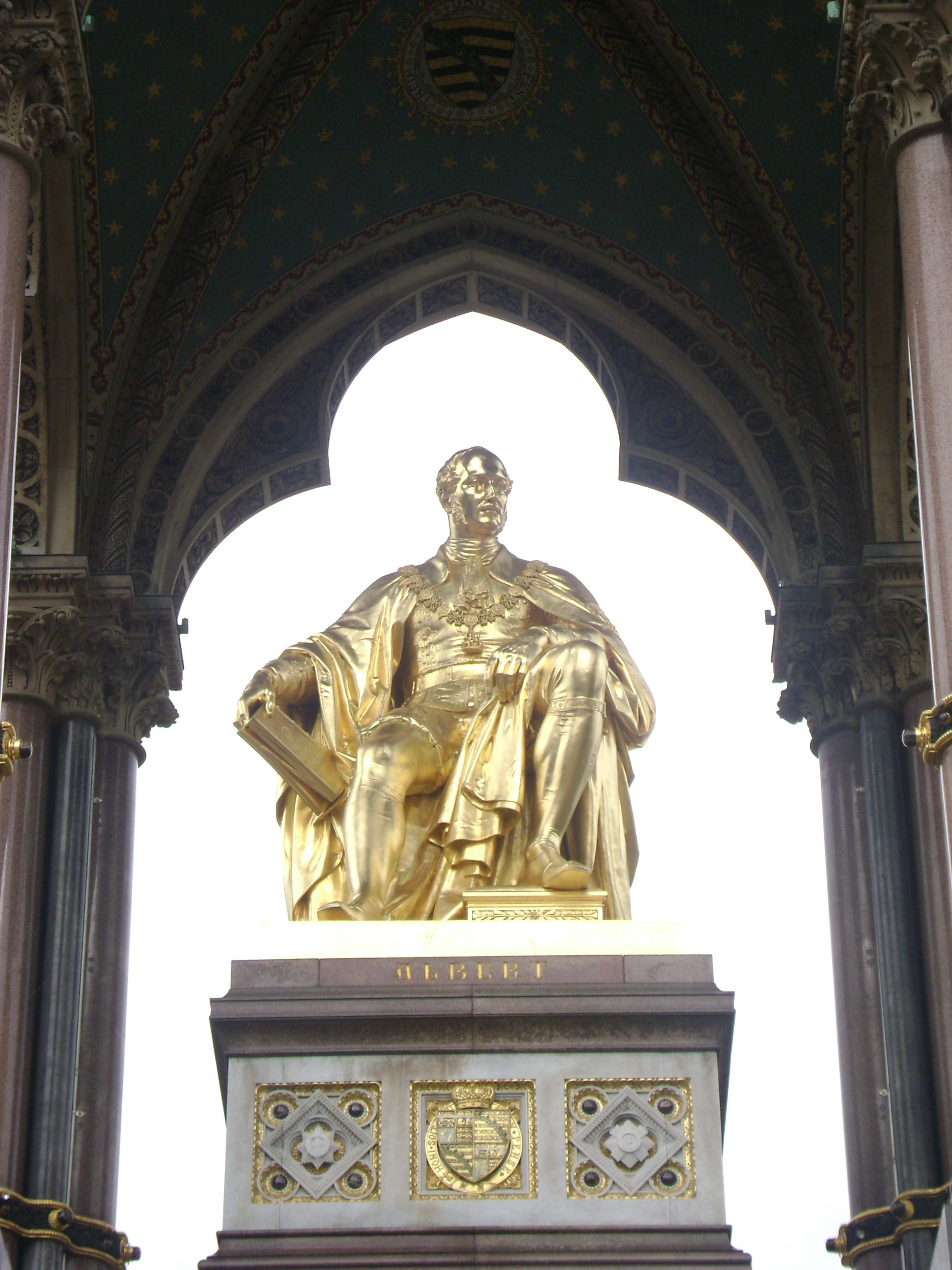
アルバート記念碑のアルバート像
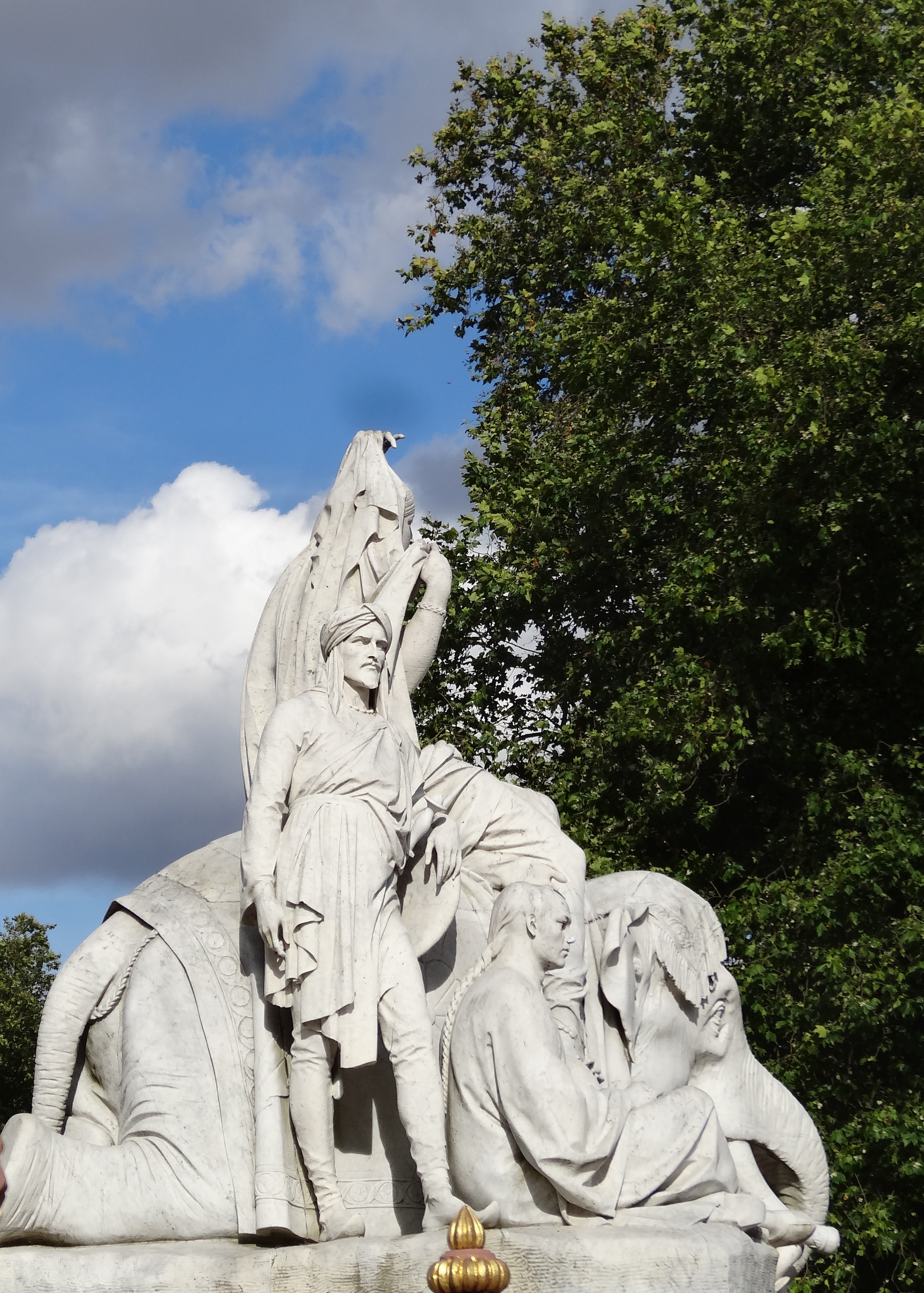
アルバート記念碑前のアジアの像
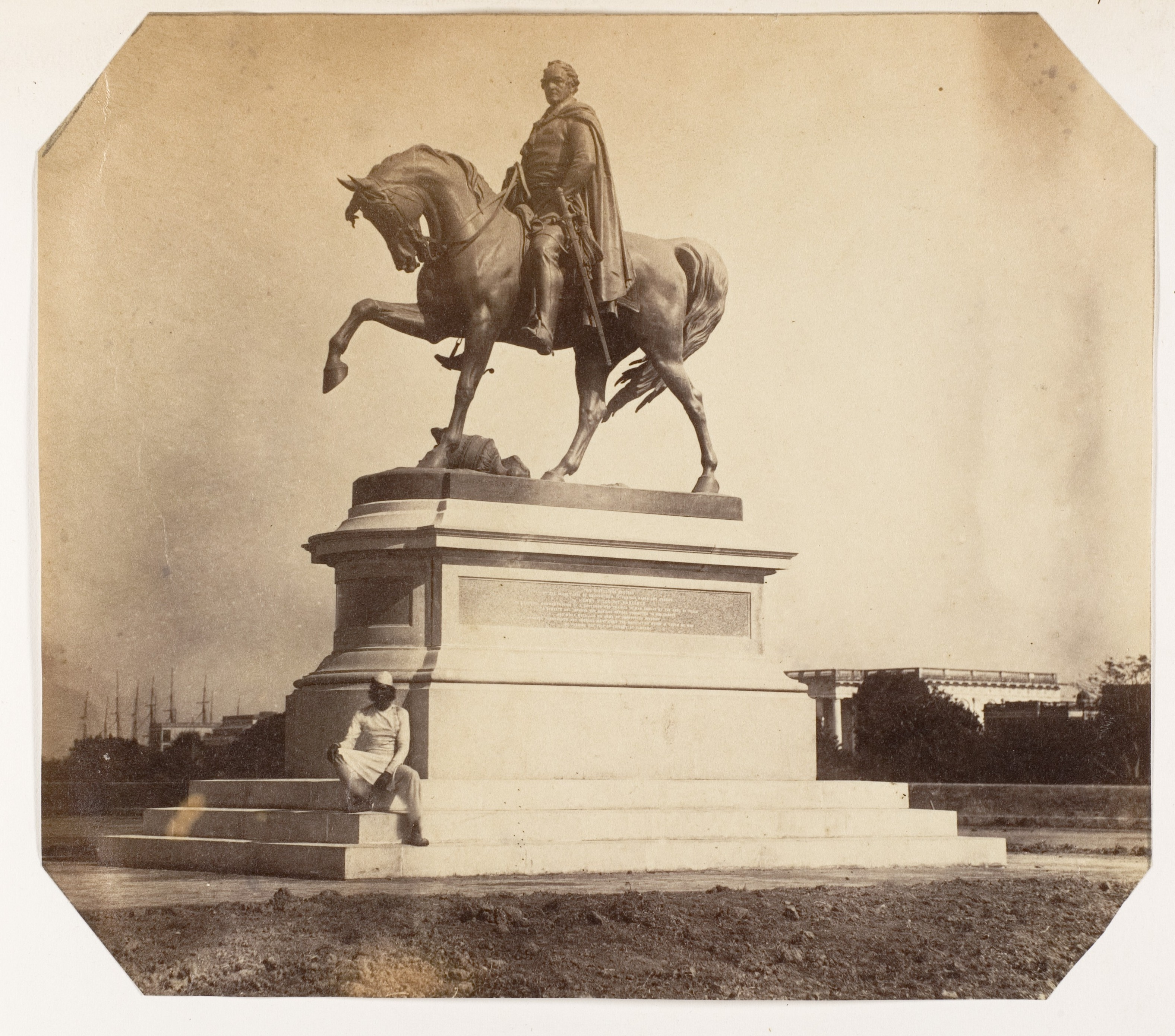
初代ハーディング子爵の騎馬像